# 伊凡的少年時代
《伊凡的少年時代》是蘇聯導演安德烈·塔科夫斯基的作品，導演憑本片獲得威尼斯影展金獅獎並建立了蜚聲國際的地位，也是他生涯的代表作之一。《伊凡的少年時代》於1962年上映，根據1957年Vladimir Bogomolov的短篇小說所改編，描述蘇德戰爭中，12歲男孩伊凡在母親與姊姊被殺後加入游擊隊抵抗納粹德軍的經歷。全片没有一个正面描写战争的镜头，仅仅只有几声枪响，演员也屈指可数，从头到尾也未出现的德军的形象。

## 獲獎
- 1962年：威尼斯影展金獅獎

## 外部連結
- 互联网电影数据库（IMDb）上《伊凡的少年時代》的资料（英文）
- 豆瓣电影上《伊凡的少年時代》的資料 （简体中文）